# Războieni (okręg Tulcza)
Războieni – wieś w Rumunii, w okręgu Tulcza, w gminie Casimcea. W 2011 roku liczyła 677 mieszkańców.